# Мездренско македонско благотворително братство
Македонското културно-просветно дружество „Йордан Пиперката“ е организация на бежанците от областта Македония, установили се в Мездра, съществувала от 1927 година.

## История
На Първия македонски конгрес, провел се в София на 19 – 28 март 1895 година, е основана Македонската организация, която бързо започва да образува клонове в цялата страна. Основано е и дружество в Мездра, което участва активно в дейността на Организацията. На Осмия македоно-одрински конгрес от 4 до 7 април 1901 година делегат от Мездренското дружество е В. Цонев.
След Първата световна война дружеството е възстановено като благотворително братство, част от Съюза на македонските емигрантски организации. Основана е на 20 октомври 1927 година от Стефан Н. Петров; Михал Трифонов, Цветан Петров, Георги Апостолов, Киро Ковачев, Мито Петров, Никола Чобанов, Георги Пецуров, Трайко Леков, Таки Василев, Петър Я. Белев, Лазар Наумов, Лазар Арсов, Йордан Морков, Пандил Костов, Петър Илиев, Киро Петров, Илия Робев и Христо Кочев. Председател на дружеството в 1936 година е Стефан Неданов Петров, сладкар от Мало Църско, секретар е Александър Михайлов Трифунов, млекар и търговец от Големо Илино, касиер е Мито Неданов Петров, содолимонададжия от Мало Църско, членове на контролната комисия са Киро Ковачев, индустриалец от Нерези и Цветан Илиев Петров, общ работник от Велмевци.